# Doogee

Doogee (Дуджі) — китайська компанія-виробник смартфонів. Заснована у 2013 році з головним офісом у м. Шеньчжень.
Doogee дослівно в перекладі "Вождь" . Doogee спочатку була локальним іспанським  брендом  який2017 році повідомлялося про плани офіці міцних ійного ви та продавався в Британії та Європіходу на український ринок. Офіційним представником бренду стане мережа магазинів Brain.